# Myriopteron
Myriopteron là chi thực vật có hoa trong họ Apocynaceae.

## Các loài
Loài duy nhất đã biết là Myriopteron extensum có trong khu vực từ đông bắc Ấn Độ và miền nam Trung Quốc qua Đông Dương tới Java.